# Большое шоу
«Большое шоу. Вторая мировая глазами французского летчика» — мемуары французского военного лётчика Пьера-Анри Клостермана о Второй мировой войне.
Автор достаточно красочно описывает свои воспоминания о воздушных боях на фронтах союзников в воздушной битве за Англию, разрушительные налёты «летающих крепостей» на Германию и многое другое.